# Marmorspindel
Marmorspindel (Araneus marmoreus) är en spindelart som beskrevs av Carl Alexander Clerck 1757. Marmorspindel ingår i släktet Araneus och familjen hjulspindlar. Arten är reproducerande i Sverige. Utöver nominatformen finns också underarten A. m. trapezius.